# Mariä Himmelfahrt (Langenleiten)

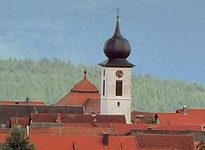
Der Turm der Kirche von Langenleiten mit Teilen des Langhausdaches

Die römisch-katholische Pfarrkirche Mariä Himmelfahrt ist die Dorfkirche von Langenleiten, einem Ortsteil von Sandberg im unterfränkischen Landkreis Rhön-Grabfeld. Die Kirche gehört zu den Baudenkmälern von Sandberg und ist unter der Nummer D-6-73-162-13 in der Bayerischen Denkmalliste registriert. Langenleiten ist ein Teil der Pfarreiengemeinschaft „Die Walddörfer“.

## Geschichte
Langenleiten war früher eine Filiale der Pfarrei Premich. Im Jahr 1820 (in der Darstellung der Kirchengemeinde ein Jahr früher) wurde der Ort zur selbständigen Pfarrei. Die Kirche wurde der Kirchengemeinde zufolge im Kern in den Jahren 1776 bis 1781 errichtet. Der östliche Teil des Langhauses und der Chor entstanden im Jahr 1910. Der Kirchturm ist ein Neubau des Jahres 1962, da der alte Kirchturm baufällig war.

## Beschreibung
Der 32 Meter hohe Kirchturm steht im Westen. Er besitzt wie sein Vorgänger eine Zwiebelhaube. Das Langhaus ist zweigeteilt in den frühklassizistischen westlichen Teil mit Satteldach und den neubarocken östlichen Teil mit Mansarddach. Der östliche Teil ist breiter und höher als der westliche Teil. Der Chor bildet den östlichen Abschluss der Kirche.

## Ausstattung
Die Ausstattung ist durchwegs im 18. Jahrhundert entstanden. Die gedrehten Säulen des Hochaltars mit der zentralen Figur der Maria im Strahlenkranz deuten auf den Rokokostil hin. Die Säulen an den Seitenaltären und der Kanzel sind dagegen gerade. Damit sind diese eher klassizistisch wie auch das Gehäuse der Orgel auf der westlichen Empore.

## Glocken
Die Kirche verfügt über ein vierstimmiges Geläut. Die Tonfolge ist fis’ – gis’ – h’ – cis”.